# چای پو وا
چای پو وا (انگلیسی: Chai Po Wa؛ زادهٔ ) یک بازیکن تنیس روی میز اهل جمهوری خلق چین است. 
وی در مسابقات کشوری و بین‌المللی در مجموع برنده ۱ مدال طلا، ۲ مدال نقره، ۴ مدال برنز شده‌است.